# ويليام كانون (مخرج)
ويليام كانون (بالإنجليزية: William H. Cannon)‏ هو مخرج أمريكي، ولد في 4 يونيو 1907 في مقاطعة شاستا في الولايات المتحدة، وتوفي في 14 نوفمبر 1990 في مقاطعة سيسكييو في الولايات المتحدة.

## وصلات خارجية
- ويليام كانون على موقع IMDb (الإنجليزية)
- ويليام كانون على موقع ألو سيني (الفرنسية)
- ويليام كانون على موقع قاعدة بيانات الأفلام السويدية (السويدية)
- ويليام كانون على موقع كينوبويسك (الروسية)